# Aleksandr Čajko
Aleksandr Jur'evič Čajko (in russo Александр Юрьевич Чайко?; Golicyno, 27 luglio 1971) è un generale russo. Nei suoi trentacinque anni di servizio, Čajko è stato comandante di due armate russe, un distretto militare russo e capo responsabile delle operazioni militari russe durante la guerra civile siriana in quattro periodi diversi.

## Biografia
Nato il 27 luglio 1971 nella città di Golicyno, distretto di Odincovo, regione di Mosca.

### Carriera militare
Nel 1988 si è diplomato alla Scuola militare Suvorov di Mosca e, successivamente, nel 1992 alla Scuola superiore di comando interforze. Dallo stesso anno ha iniziato la sua carriera nel Gruppo di forze sovietiche in Germania e in seguito nel Distretto militare di Mosca scalando i ranghi, prima come comandante di un plotone di ricognizione, di una compagnia, vice comandante di battaglione e infine comandante di battaglione.
Successivamente ha comandato uno dei reggimenti della 2ª Divisione fucilieri motorizzata delle guardie "Taman'". Nel 2004 è stato insignito del grado di colonnello prima del previsto e due anni dopo è stato trasferito al comando della 27ª Brigata fucilieri motorizzata delle guardie. 
Dal novembre 2007 ha comandato la Divisione "Taman'" fino al suo scioglimento il 15 maggio 2009, venendo poi messo al comando del 473º Centro addestramento del Distretto militare del Volga-Urali nel ottobre successivo. Nel 2012 si è laureato all'Accademia militare dello Stato maggiore russo. Dal giugno 2013 è stato nominato vice comandante del Distretto militare centrale, venendo promosso a maggior generale. L'8 luglio 2014, il generale è stato nominato comandante della 20ª Armata delle guardie.
Il 12 dicembre 2016, Čajko è stato promosso al grado di tenente generale. Dall'aprile 2017 al novembre 2018 è stato capo di stato maggiore e primo vice comandante del Distretto militare orientale (VVO). Da novembre 2018 a febbraio 2019 è stato vice comandante dell'Accademia militare dello stato maggiore russo.
Dal febbraio 2019 al novembre 2021 è stato vice capo di stato maggiore delle forze armate russe. In questo periodo è stato per due volte comandante del gruppo di forze russe in Siria durante la guerra civile del paese da settembre 2019 a novembre 2020 e da febbraio a giugno 2021. In Siria il generale avrebbe diretto violenti attacchi contro obbiettivi civili nel governatorato di Idlib come ospedali e scuole, risultando in 1600 persone uccise e 1,4 milioni di sfollati, mentre in fonti ufficiali russe avrebbe diretto solo operazioni umanitarie. Per le sue azioni, nel 2020 gli è stato conferito il titolo massimo di Eroe della Federazione Russa. 
Tornato in patria, con decreto presidenziale, l'11 giugno 2021 gli è stato conferito il grado militare di colonnello generale. Il 12 novembre 2021, Čajko è diventato comandante del VVO, succedendo al generale Gennadij Židko in questo incarico. Il 16 novembre ha ufficialmente assunto l'incarico, accettando la bandiera del comandante delle truppe.

#### Invasione russa dell'Ucraina
Nel gennaio 2022, come comandante del VVO Čajko ha diretto lo spostamento del comando distrettuale e delle sue armate, la 5ª, 29ª, 35ª e 36ª Armata combinata, in Bielorussia. Questo trasferimento di truppe sarebbe servito il mese successivo con l'inizio dell'invasione dell'Ucraina.
Nell'agosto successivo, il ministero della difesa inglese ha riferito che il generale fosse stato destituito dal comando di distretto. Ciò è stato confermato in seguito da fonti russe che hanno riferito che il generale Rustam Muradov lo avesse sostituito. Čajko è riapparso il mese dopo come nuovo comandante del gruppo di forze russe in Siria, rimanendoci fino al dicembre successivo e venendo in seguito sostituito dall'ex comandante delle forze aviotrasportate russe Andrej Serdjukov.
In Siria, a causa della rapida avanzata delle forze dell'opposizione siriana su Hama e Aleppo, il comandante del forze russe nel paese, tenente generale Sergej Kisel', è stato rimosso dal suo incarico e Čajko ha nuovamente ripreso il comando delle truppe russe il 1º dicembre 2024.